# Сан Мартино (Равена)
Сан Мартино је насеље у Италији у округу Равена, региону Емилија-Ромања.
Према процени из 2011. у насељу је живело 308 становника. Насеље се налази на надморској висини од 257 м.